# Bruce Benamran
Bruce Benamran ([bʁys benamʁɑ̃]), né le 1er mars 1977 à Strasbourg en France, est un vidéaste et écrivain français.
Il est principalement connu pour sa chaîne YouTube e-penser, sur laquelle il présente depuis 2013 des émissions de vulgarisation sur des sujets principalement scientifiques.

## Biographie
Bruce Benamran a commencé ses études en classes préparatoires au lycée ORT de Strasbourg avec pour but d'intégrer l'École nationale de l'aviation civile. Il échoue cependant aux concours, mais bénéficie d'une équivalence à l'université et obtient une licence d'informatique puis une licence de mathématiques et enfin une maîtrise en informatique à l'université Strasbourg I,. Il travaille ensuite en tant qu'architecte logiciel, travail pour lequel il se met à son propre compte en 2006. Il est marié et a deux enfants,.

## Chaînee-penser

Logo de la chaîne.

En août 2013, Bruce Benamran crée sa chaîne YouTube e-penser, qui connaît un succès croissant jusqu'à atteindre un demi-million d'abonnés en septembre 2015, puis le million en juin 2018. Une journaliste d’Arrêt sur images le décrit en 2015 comme l'un des youtubeurs scientifiques les plus visionnés dans le milieu francophone.
Ses vidéos se répartissent en plusieurs rubriques : univers, humain, histoire, quickies (questions courtes), etc.
Bruce Benamran finance principalement sa chaîne grâce au financement participatif.
Le 5 septembre 2021, il suspend toutes les vidéos de sa chaîne à la suite d'une controverse entourant la plateforme Tipeee, dont il est actionnaire minoritaire à hauteur d'environ 1 % du capital. Il rend à nouveau les vidéos visibles publiquement dans les jours qui suivent, mais annonce, le 15 septembre 2021, arrêter définitivement toute production de vidéos pour la chaîne. Toutefois, il relance sa chaîne sous le nom e-penser 2.0 au cours de l'année suivante et y aborde en plus des sujets scientifiques, des thèmes plus variés tel que le cinéma ou la musique.

### Inspirations
Bruce Benamran dit s'inspirer non seulement du style de grands vulgarisateurs scientifiques allant de Richard Feynman à Étienne Klein mais aussi de youtubeurs anglophones, tels que Veritasium ou Vsauce, dans l'écriture de ses épisodes et dans l'idée même de la création de la chaîne,, ainsi que d'Alexandre Astier pour son écriture.

### Réception
Étienne Klein, physicien et philosophe des sciences, a une opinion très favorable de la chaîne e-penser. « J’applaudis ce qu’il fait, d’autant que ce n’était pas sa vocation première. » Selon lui, la chaîne a « brisé les codes de la pédagogie classique » et arrive à réconcilier « les gens perdus, ceux qui ont été brisés par l’école » avec l'apprentissage et les sciences.
Isabelle Sagnes, physicienne et directrice de recherche au CNRS, parle d'un « discours solide sur le fond », tout en regrettant la rareté des interventions de vrais spécialistes.
Sabrina Speich, professeure en géosciences à l'École normale supérieure, se réjouit que la chaîne « rend[e] la science plus accessible, chose que nous, scientifiques, n’avons pas le temps de faire ». Elle pondère néanmoins en mettant en garde : « il faut toujours veiller, à force de simplifier, à ne pas rendre les données inexactes ».
Bruce Benamran se moque régulièrement d'Aristote, au point d'en faire un running-gag de sa chaîne. Les vidéastes Thibaut Giraud et Léo Grasset déplorent ces moqueries qu'ils jugent souvent infondées ou basées sur des citations sorties de leur contexte[pertinence contestée].

### Adaptation

Logo de Get It.

Le 16 janvier 2016, Bruce Benamran inaugure la version anglophone d’e-penser, intitulée Get it,,. Le concept est pratiquement le même que les vidéos françaises, mais elles y sont abrégées en quelques minutes.
Après quelques épisodes seulement, la publication des vidéos Get It est assez rapidement arrêtée, à titre temporaire, tandis que Bruce Benamran se concentre sur ses autres projets[réf. souhaitée].

## Autres travaux
Bruce Benamran a présenté son expérience sur la chaîne e-penser lors d'une conférence TEDx à Genève le 16 avril 2015,.
Durant l'automne 2015, Bruce Benamran accompagne la tournée de L'Exoconférence, spectacle d'Alexandre Astier sur la vie extraterrestre où il fait la première partie du spectacle,.
Il joue le rôle d'un otage ainsi que d'une des nombreuses personnes participant à une minute de silence dans le court-métrage SUPER CRAYON de Mathieu Sommet (dédié aux victimes des attaques contre Charlie Hebdo).
Il joue un rôle dans la série télévisée française Reboot de Davy Mourier en 2015[réf. souhaitée].
Le 28 septembre 2015, Bruce Benamran annonce la publication prochaine de son premier livre, au cours de l'émission 101 pur 100 diffusée sur la chaîne Nolife. Le livre, intitulé Prenez le temps d'e-penser, tome I et préfacé par Alexandre Astier, est publié le 4 novembre 2015 par la maison d'édition Marabout.
Le 9 septembre 2016, il annonce la sortie de son second livre, la suite de Prenez le temps d'e-penser, préfacé par Étienne Klein, publié le 5 octobre 2016 aux éditions Marabout.
En 2018, il met en ligne sur sa chaîne principale Arel3, une web-série de fiction, à raison d'un épisode par semaine. Elle décrit un huis clos surréel où sept personnages vont se rencontrer sans raison apparente de prime abord.
En 2020, il publie son premier roman, L'Ultime Expérience, aux éditions Flammarion. Un an plus tard, en novembre 2021, c'est son deuxième roman, Lola doit mourir, qui paraît chez le même éditeur.
En 2022, il joue le rôle d'un journaliste dans le film Le Visiteur du futur de François Descraques.
En 2024, il publie son troisième roman, Yzzy a disparu, aux éditions XO Éditions.

### Publications
- Prenez le temps d'e-penser, t. 1, Vanves, Éditions Marabout, 2015, 395 p. (ISBN 978-2-501-10492-0).
- Prenez le temps d'e-penser, t. 2, Vanves, Éditions Marabout, 2016, 372 p. (ISBN 978-2-501-11716-6).
- L'Ultime Expérience, Flammarion, 2020 (ISBN 978-2-0813-9526-8).
- Lola doit mourir, Flammarion, 2021 (ISBN 978-2-08-025755-0).
- Yzzy a disparu, XO Éditions, 2024  (ISBN 978-2-37448-639-0)